# New-York-City-Marathon 2011
Der New-York-City-Marathon 2011 war die 42. Ausgabe der jährlich stattfindenden Laufveranstaltung in New York City, Vereinigte Staaten. Der Marathon fand am 7. November 2011 statt und war der sechste World Marathon Majors des Jahres.
Bei den Männern gewann Geoffrey Kiprono Mutai in 2:05:06 h und bei den Frauen Firehiwot Dado in 2:23:13 h.

## Ergebnisse

### Männer
| Platz | Athlet                     | Land               | Zeit (h)   |
| ----- | -------------------------- | ------------------ | ---------- |
| 01    | Geoffrey Kiprono Mutai     | Kenia              | 2:05:06 CR |
| 02    | Emmanuel Kipchirchir Mutai | Kenia              | 2:06:28    |
| 03    | Tsegay Kebede              | Äthiopien          | 2:07:14    |
| 04    | Gebregziabher Gebremariam  | Äthiopien          | 2:08:00    |
| 05    | Jaouad Gharib              | Marokko            | 2:08:26    |
| 06    | Meb Keflezighi             | Vereinigte Staaten | 2:09:13    |
| 07    | Abdellah Falil             | Marokko            | 2:10:35    |
| 08    | Mathew Kipkoech Kisorio    | Kenia              | 2:10:58    |
| 09    | Ezkyas Sisay               | Äthiopien          | 2:11:04    |
| 10    | Ed Moran                   | Vereinigte Staaten | 2:11:47    |

### Frauen
| Platz | Athletin                 | Land                   | Zeit (h) |
| ----- | ------------------------ | ---------------------- | -------- |
| 01    | Firehiwot Dado           | Äthiopien              | 2:23:15  |
| 02    | Bizunesh Deba            | Äthiopien              | 2:23:19  |
| 03    | Mary Jepkosgei Keitany   | Kenia                  | 2:23:38  |
| 04    | Ana Dulce Félix          | Portugal               | 2:25:40  |
| 05    | Kimberley Smith          | Neuseeland             | 2:25:46  |
| 06    | Caroline Cheptanui Kilel | Kenia                  | 2:25:57  |
| 07    | Caroline Rotich          | Kenia                  | 2:27:06  |
| 08    | Isabellah Andersson      | Schweden               | 2:28:29  |
| 09    | Joanne Pavey             | Vereinigtes Königreich | 2:28:42  |
| 10    | Galina Bogomolowa        | Russland               | 2:29:03  |